# 卡塔爾帕坎寧 (新墨西哥州)
卡塔爾帕坎寧（英語：Catalpa Canyon）是位於美國新墨西哥州麥金萊縣的普查規定居民點。

## 人口
根據2020年美國人口普查的數據，卡塔爾帕坎寧的面積為18.23平方千米，皆為陸地。當地共有人口161人，而人口密度為每平方千米8.83人。